# ماركو باتاغليا
ماركو باتاغليا (بالإنجليزية: Marco Battaglia)‏ هو لاعب كرة قدم أمريكية أمريكي، ولد في 25 يناير 1973 في Howard Beach ‏ في الولايات المتحدة.

## وصلات خارجية
- ماركو باتاغليا على موقع مرجع كرة القدم المحترفة.كوم (الإنجليزية)